# Thank You Mama
Thank You Mama è un cortometraggio documentario del 2010 diretto da Omelga Hlengiwe Mthiyane.

## Trama
Il Warwick Market di Durban è un luogo che ha significato molto per generazioni di sudafricani neri poveri. Da una parte i commercianti traevano un certo profitto dalle loro attività in quel mercato e dall'altra i clienti potevano ogni giorno fare la spesa a prezzi ragionevoli.
Ma in occasione dei mondiali di calcio del 2010 il leggendario mercato è minacciato di demolizione al fine di ripulire la zona e lasciare spazio a un moderno e costoso centro commerciale. La filmmaker scopre e descrive quel posto insieme alla madre.